# تربویتس
تربویتس (به لاتین: Třebovice) یک سکونتگاه مسکونی در جمهوری چک است که در Ústí nad Orlicí District واقع شده‌است.

## خصوصیات
تربویتس دارای ۱۱٫۴۵ کیلومترمربع مساحت است و ۸۰۰ نفر جمعیت دارد و ۴۱۵ متر بالاتر از سطح دریا واقع شده‌است.